# Paraschistochila
Paraschistochila là một chi rêu trong họ Schistochilaceae.